# 1891 год в авиации
Список событий в авиации в 1891 году.

## События
- 3 ноября — Николай Егорович Жуковский выступил с теоретическим обоснованием мёртвой петли, в докладе «О парении птиц».

### Без точных дат
- Совершает свой первый полёт планер Лилиенталя «Глидер».[1]
- Разработан проект первого японского самолёта Ниномия, но идея не продвинулась дальше модели.[2]

## Персоны

### Родились
- 29 мая — Константин Константинович Арцеулов — русский лётчик, художник-иллюстратор.
- 27 июня — Владимир Михайлович Петляков, советский авиаконструктор, лауреат Сталинской премии I степени за 1941 год.